# Pouilley-Français
Pouilley-Français è un comune francese di 750 abitanti situato nel dipartimento del Doubs nella regione della Borgogna-Franca Contea.

## Società

### Evoluzione demografica
Abitanti censiti